# Red Bull RB6
A Red Bull RB6 egy Formula–1-es versenyautó, amelyet a Red Bull Racing tervezett a 2010-es Formula–1-es szezonra. Az autót Sebastian Vettel és Mark Webber vezette, és február 10-én mutatták be Jerezben.
Vettel szokásává tette, hogy versenyautóinak nevet ad, az RB6-osnak a "Luscious Liz" nevet adta. Miután azonban a Monacói Nagydíj után nem részletezett kisebb sérüléseket találtak a kasztnin, a csapat egy újat adott Vettelnek, amelyet aztán "Randy Mandy"-nek nevezett el.
Az autó a Red Bull Racing számára a négy egymást követő konstruktőri világbajnoki címből az elsőt szerezte meg, Sebastian Vettel pedig a szezon utolsó fordulóján megszerezte pályafutása első versenyzői világbajnoki címét. A kvalifikáción az RB6-os egyenletes tempót diktált, a 19 versenyből 15-ben a leggyorsabb időt autózta. A Red Bull technikai főnöke, Adrian Newey később azt állította, hogy az autó "valószínűleg a legnagyobb leszorítóerővel rendelkező autó az F1 történetében".
2014-ben, a Red Bull-lal való utolsó futama előtt Vettel úgy nyilatkozott, hogy az RB6-os volt a kedvenc Forma-1-es autója, amit eddigi pályafutása során vezetett.

## Az évad
A 2010-es Bahreini Nagydíj kvalifikációján Sebastian Vettel érte el a leggyorsabb időt a Q2-ben és a Q3-ban, és alig több mint egy tizedmásodperccel szerezte meg a pole pozíciót a ferraris Felipe Massa előtt. A rajtnál Vettel a 33. körig vezetett, amikor az autóban először úgy gondolták, hogy elromlott a kipufogó, de később kiderült, hogy gyújtógyertya-probléma volt, ami csökkentette a teljesítményt. A verseny hátralévő köreiben Vettel a negyedik helyre esett vissza a két Ferrari és Lewis Hamilton mögé, ahol be is fejezte a versenyt. Webber a 8. helyen végzett.
Vettel egymás után másodszor szerezte meg a pole pozíciót Ausztráliában, míg Webber a második helyre kvalifikálta magát. A műszaki problémák már a második egymást követő versenyen gyötörték Vettelt, amikor egy meglazult kerékanya vetett véget az élről induló versenyének. Webbernek tovább kellett a pályán maradnia, mivel Vettel a boxba ment száraz gumikért, és a kilencedik helyen ért célba a futam végén Lewis Hamiltonnal történt incidens után. Malajziában a Red Bull pilótái domináns kettős győzelmet értek el, Vettel győzelmével. Kínában mindkét autó a rajtrács első sorából indult, de az eső befolyásolta a versenyt, és a hatodik, illetve a nyolcadik helyen végeztek. Spanyolországban Webber szerezte meg a pole pozíciót és nyerte meg a futamot, csapattársa, Vettel pedig a harmadik helyen végzett, miután az utolsó 8 körben komoly fékproblémája volt. Monte-Carlóban Webber ismét megszerezte a pole pozíciót, és uralta a versenyt. Sebastian Vettel az első körben megelőzte Robert Kubica Renault-ját, és a versenytáv hátralévő részében a második helyen maradt, ezzel teljessé téve a Red Bull szezonbeli második kettős sikerét.
Törökországban Webber zsinórban harmadszor szerezte meg a pole-t a kvalifikáción, míg Vettel a harmadik helyet szerezte meg Lewis Hamilton mögött. A versenyen Vettelnek sikerült megelőznie Hamiltont a boxkiállások során, és a futam nagy részében a második helyen haladt. Webber és Vettel a Red Bull 2010-es szezonbeli harmadik kettős győzelmére hajtott, egészen a 40. körig, amikor Vettel és Webber összeütközött egymással Vettel előzési kísérlete következtében. Az ütközés miatt Vettel kiállt a versenyből, és véget vetett Webber győzelmi esélyeinek. A verseny a Red Bull 1-2 helyett McLaren 1-2-vel zárult, Hamilton győzött, Jenson Button pedig második lett. Webber végül a harmadik helyen végzett. Webbernek sikerült megtartania első helyét a pilóták bajnokságában, előnye öt pont a második helyezett Button előtt. Vettel viszont az ötödik helyre csúszott vissza. A Red Bull a konstruktőri bajnokságban is átadta első helyét a McLarennek, bár lemaradása mindössze egy pont volt.
Kanadában mindkét Red Bull szenvedett az egyenesbeli sebesség hiányától, és csak a 4. és 5. helyen végeztek. Mivel a McLaren egymás után másodszor ért el 1-2. helyezést, a csapat 22 pontos hátrányba került velük szemben a konstruktőri tabellán.
Valenciában Vettel Malajzia óta először nyert futamot, míg Webber látványos balesetet szenvedett, amikor Heikki Kovalainennel ütközött, és 310 km/órás sebességnél felborult, majd egy reklámtáblának csapódott, és csodával határos módon sértetlenül megúszta az esetet.
Silverstone-ban a csapattársak között viszály tört ki, miután a Red Bull két frissített első szárnyat hozott a versenyre. Miután az egyik eltörött, amikor a harmadik szabadedzésen levált Vettel autójáról, Vettel a bajnoki helyezések és az edzéssebesség alapján a második szárnyat kapta a kvalifikációra, ami miatt csapattársa, Webber csalódott volt. Az új szárnnyal Vettel a pole pozícióba kvalifikálta magát, Webber pedig a második leggyorsabb időt autózta az edzésen. A verseny során azonban Webber jobban rajtolt, mint csapattársa, és az első kanyarban megelőzte Vettelt, míg Vettel Lewis Hamilton McLarenjének első szárnyvéglemezével való érintkezés miatt defektet kapott, ami miatt a mezőny végére esett vissza. Vettel a hetedik helyen ért célba, míg Webber a szezon harmadik győzelmét aratta. A levezető körben a helyzet miatt még mindig dühös Webber a rádión keresztül azt mondta a csapatának, hogy a győzelme "nem rossz egy második számú pilótától", a futam utáni sajtótájékoztatón pedig kijelentette, hogy nem írta volna alá a szerződéshosszabbítást a csapattal - miután az előző hónapban már aláírta a 2011-es szerződéshosszabbítást -, ha úgy gondolta volna, hogy Vettelhez képest hátrányos bánásmódban részesül.
Vettel Németországban és Magyarországon is megszerezte a pole-t, de egyik futamot sem tudta megnyerni, mindkét versenyen harmadik lett. Webbernek gondot okozott, hogy autója motorjában nem volt elég olaj, és a hatodik helyen végzett Hockenheimben. A Hungaroringen a Red Bull autói voltak az éllovasok, és Webber megnyerte a futamot, miután kihasználta Vettel áthajtásos büntetését, amiért egy biztonsági autós időszak alatt több mint tíz autónyi hosszal lemaradt Webber mögött. Győzelmével Webber visszatért a bajnokság élére, míg a Red Bull visszavette a vezetést a konstruktőri bajnokságban.
Belgiumban Webber szerezte meg a pole-t, míg Vettel a negyedik helyre kvalifikálta magát. A versenyen Webber Hamilton mögött a második helyen ért célba, míg Vettel elvesztette uralmát autója felett, amikor megpróbálta megelőzni Jenson Buttont a "buszmegállóban", megsérült az első szárnya, és Button versenye véget ért, mivel megsérült az autója hűtője. Vettel azonnal kiállt a bokszba új első szárnyért, és úgy tűnt, hogy pontszerző pozícióba ér vissza, mielőtt defektet kapott a jobb hátsó gumija, miután egy előzési kísérlet során Vitantonio Liuzzi első szárnyának ütközött; Vettel végül egy kör hátrányban a 15. helyen ért célba, ami a pilóták rangsorában hátrébb taszította.
Monzában Webber a negyedik, Vettel pedig a hatodik helyre kvalifikálta magát. Mindketten rosszul rajtoltak azonban, Webber a hatodik helyen végzett, Vettel pedig egy okos stratégiával a negyedik helyen végzett. Webber visszavette a bajnoki vezetést, miután Hamilton kiesett. Szingapúrban Vettel uralta az edzéseket; a kvalifikáción a második helyre kvalifikálta magát, miután néhány apró hiba miatt nem szerezte meg a pole-t. A versenyen nagy nyomást gyakorolt Alonsóra, és mindössze két tizedmásodperccel lemaradva ért célba. Webber más stratégiát alkalmazott, és végigment a mezőnyön; megelőzte a mclareneseket, és annak ellenére, hogy a verseny közepén összeütközött Hamiltonnal, kitartott, és csapattársa mögött a harmadik helyen ért célba.
Japánban a Red Bull uralta a hétvégét, az eső miatt megszakadt szombati edzés kivételével a hétvége minden edzésén 1-2. helyen végzett. Vettel szerezte meg a pole pozíciót a vasárnapi kvalifikáción - amelyet az eső miatt szombatról elhalasztottak -, Webber pedig megszerezte a maradék első soros helyet, így ez volt a hetedik Red Bull első sor a szezonban. Vettel a pole-ból indult a versenyen, míg Webber a rajtnál kikapott Robert Kubicától, és a korai biztonsági autós időszak alatt a harmadik helyen futott be. Kubica kiesésével a verseny elején visszaszerezte a második helyet, és innentől kezdve soha nem fenyegette veszély, hogy a Red Bull ne végezzen az 1-2. helyen. Vettel és Webber gumikezelése után a második és harmadik helyen álltak Jenson Button mögött, aki ellentétes stratégiát követett, és nem állt ki a mezőny többi tagjával együtt a boxba. A Red Bullok annyira biztosak voltak a győzelemben, hogy megelégedtek azzal, hogy Button mögött haladjanak, amíg a futam végén ki nem állt a boxba, és vissza nem álltak az egykettes vezetésükre. Ahogy 2009-ben, Vettel most is megszerezte a pole pozíciót és megnyerte a futamot, és úgy tűnt, hogy a leggyorsabb kört is megszerezheti - ezt azonban Webber elragadta tőle, aki az utolsó körben a tavalyi futamhoz hasonlóan a leggyorsabb kört futotta.
Koreában a Red Bull ismét dominált a kvalifikáción, az első sorból indulva, és úgy tűnt, hogy két futammal a vége előtt megszerezheti a konstruktőri bajnoki címet. A drámai, esőáztatta versenyen azonban végül egyik autó sem ért célba, mivel Webber a verseny korai szakaszában balesetet szenvedett, és kiütötte Nico Rosberg Mercedesét, Vettel pedig tíz körrel a vége előtt motorhiba miatt kiállt, miközben vezette a versenyt. Webber így elvesztette a vezetést a pilóták bajnokságában, Vettel esélyei pedig komolyan lecsökkentek a vb-re. Mindkét pilóta azonban továbbra is optimista maradt, hogy a bajnokság utolsó két futamára készülve sikerülhet a bravúr.
Brazíliában Vettel a második helyről rajtolva szerezte meg a futamgyőzelmet, Mark Webber pedig a második helyen végzett, amivel bebiztosította a csapat a konstruktőri bajnoki címet. Abu-Dzabiban Vettel a pole pozícióból megnyerve a futamot megszerezte első világbajnoki címét, míg csapattársa, Webber a nyolcadik helyen végzett.

## Érdekesség
Az autó megjelenik az F1 2010 című videojátékban mint a 2010-es szezon egyik autója. 2017 júniusában a Codemasters bejelentette, hogy az autó az F1 2017-ben klasszikus autóként újra fel fog tűnni. 2018 júliusában bejelentették, hogy az F1 2018-ban az egyik klasszikus autóként jelenik meg újra. Az F1 2019-ben és az F1 2020-ban is megjelent klasszikus autóként.

## Eredmények
(félkövérrel jelölve a pole pozíció; dőlt betűvel a leggyorsabb kör)
| Év   | Csapat          | Motor           | Gumik | Pilóták          | 1   | 2   | 3   | 4   | 5   | 6   | 7   | 8   | 9   | 10  | 11  | 12  | 13  | 14  | 15  | 16  | 17  | 18  | 19  | Pontok | Helyezés |
| ---- | --------------- | --------------- | ----- | ---------------- | --- | --- | --- | --- | --- | --- | --- | --- | --- | --- | --- | --- | --- | --- | --- | --- | --- | --- | --- | ------ | -------- |
| 2010 | Red Bull Racing | Renault RS27 V8 | B     |                  | BHR | AUS | MAL | CHN | ESP | MON | TUR | CAN | EUR | GBR | GER | HUN | BEL | ITA | SIN | JPN | KOR | BRA | ABU | 498    | 1.       |
| 2010 | Red Bull Racing | Renault RS27 V8 | B     | Sebastian Vettel | 4   | KI  | 1   | 6   | 3   | 2   | KI  | 4   | 1   | 7   | 3   | 3   | 15  | 4   | 2   | 1   | KI  | 1   | 1   | 498    | 1.       |
| 2010 | Red Bull Racing | Renault RS27 V8 | B     | Mark Webber      | 8   | 9   | 2   | 8   | 1   | 1   | 3   | 5   | KI  | 1   | 6   | 1   | 2   | 6   | 3   | 2   | KI  | 2   | 8   | 498    | 1.       |

## Fordítás
- Ez a szócikk részben vagy egészben  a   Red Bull RB6 című angol Wikipédia-szócikk ezen változatának fordításán alapul.  Az eredeti cikk szerkesztőit annak laptörténete sorolja fel. Ez a jelzés csupán a megfogalmazás eredetét és a szerzői jogokat jelzi, nem szolgál a cikkben szereplő információk forrásmegjelöléseként.